# ورین گتاشن

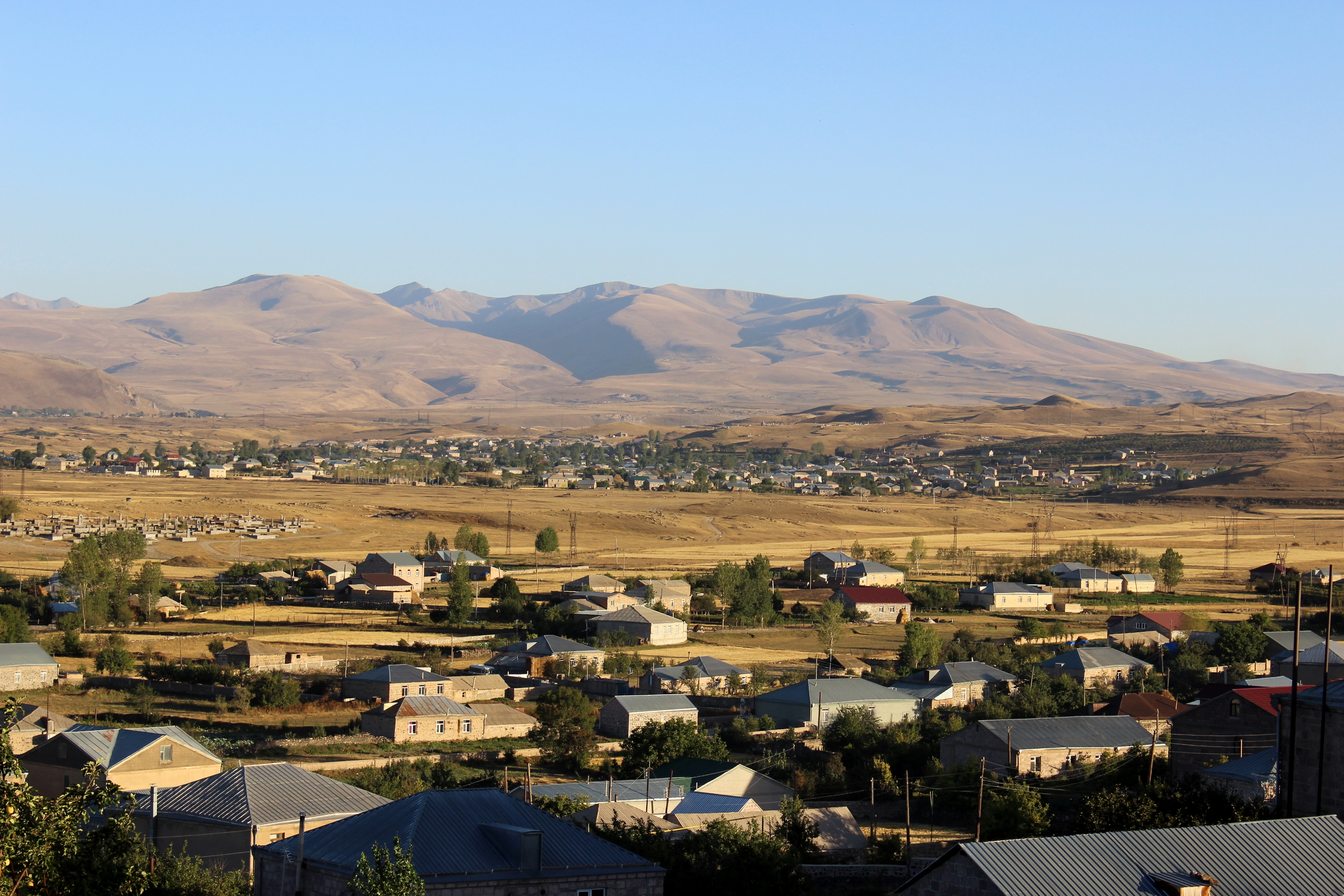
روستایی مهم در ارمنستان

ورین گتاشن (به ارمنی: Վերին Գետաշեն) یک روستایی مهم در ارمنستان است که در استان گغارکونیک واقع شده‌است.  در  کیلومتری شمال گاوار، مرکز استان گغارکونیک واقع شده است.

## خصوصیات
ورین گتاشن ۵٬۰۷۳ نفر جمعیت دارد و در ارتفاع  متر بالاتر از سطح دریا قرار گرفته است.